# 村浜武洋
村浜 武洋（むらはま たけひろ、1974年12月5日 - ）は、日本の男性プロレスラー、キックボクサー、総合格闘家。本名：村濱 武洋（むらはま たけひろ）。石川県野々市市出身。血液型A型。大阪ファイティングファクトリー所属。
実兄に総合格闘家の村濱天晴がいる。
2010年3月27日のK-1 WORLD MAX 2010 〜-70kg Japan Tournament〜でリングネームを村浜TAKE HERO（むらはまテイク・ヒーロー）に改名。

## 経歴

### 幼少期
学生時代に主に柔道を経験する。その後新空手、アマシュートボクシング（以下SB）を経験し、シュートボクサーとしてプロデビューを果たした。ちなみにアマチュア時代には土屋ジョー、鈴木秀明とも対戦経験がありいずれも村浜が勝利している。特に新空手第三回神奈川大会は、新空手史上稀に見る激戦の連続であり、優勝・村浜武洋、準優勝・鈴木秀明、3位・山田隆博という顔ぶれが揃う大会であった。

### シュートボクシング
小柄ながらスピードある連打とフットワーク、無尽蔵のスタミナを生かし大活躍する。王座を獲得した後はSB内ではライバルが見当たらず、その後は主にタイ人との試合が多くなっていく。敵地タイでも闘った。中期のSBのエースであった。
1997年に行われたK-1フェザー級 (60kg) トーナメントにSB代表として出場。当時のキック界の主要選手であった前田憲作、佐藤堅一らを破って優勝。普段からのビッグマウスを有言実行してみせた。
しかしその後、シーザージムとの関係がこじれ、村浜はジムに全く訪れなくなる。試合も組まれなくなり、ジムからは退会、事実上SBには戻れなくなってしまった。その後はプロレス入りをする。

### 大阪プロレス
1999年から大阪プロレスに参戦、当初は異種格闘技戦という形でスペル・デルフィンと抗争。一匹狼のヒールとしてその個性を遺憾なく発揮する。最終的に敗れたもののデルフィンとの間に友情が生まれ大阪プロレスに入団を決意する。その後はプロレスのムーヴに順応していき団体の看板を背負う選手になっていく。同時にえべっさんやくいしんぼう仮面らとお笑いプロレスにも参加している。この間も総合格闘技への参戦も並行して行いそちらでも活躍を見せる（#K-1 WORLD MAX, HERO'Sへの挑戦参照）。
2002年に獣神サンダー・ライガーと対戦し、ライガーから高い評価を受け後にタッグを結成している。2003年にデルフィンが第一線を退きエースに指名される。
2004年にK-1 WORLD MAXのリングで山本"KID"徳郁に敗戦（後述）してからは故障も相まって精彩を欠くようになり、2005年1月末をもって大阪プロレスを退団。

### プロレスリングZERO1-MAX
大阪プロレスを離脱後、大阪に住むZERO1-MAX会長に誘われ、4月に靖国神社で行われた奉納プロレスを観戦、そこで健介オフィスの中嶋勝彦にタッグ結成を依頼され承諾、高岩竜一には挑発されZERO1-MAX参戦を決める。以後、数回のZERO1-MAX来場を経て5月より正式参戦、さらにZERO1-MAXを運営するファーストオンステージがプロレスリング・ノアと共催した「第2回ディファカップ」に中嶋とのタッグで参戦も1回戦敗退。タッグも事実上解消となった。
その後、ZERO1-MAXで開催された「第三回天下一Jr.」にフリーとして参戦、決勝に進むも佐々木義人に敗れて準優勝。ZERO1-MAXの運営会社・FOSがPRIDE運営のDSEと共催しているプロレスイベント「ハッスル」に、坂田亘のパートナーとして突如参戦する。しかしその直後、K-1の総合格闘技イベント「HERO'S」のオファーが届き、村浜も「谷川さんと前田さんと上井さんに頼まれては断れない」と出場を了承、一時的とはいえDSEとK-1 (FEG) の主催イベントを掛け持ちする状況を体験することとなった。なお、村浜本人はK-1 WORLD MAXへの出場を最優先に考えていたため、すでに決定していたハッスルの試合を消化後はK-1側に気を使ってハッスル参戦を取りやめており、坂田亘のパートナーもマーク・コールマンとなった。
6月の後楽園ホール大会ではFOS側のギャラの整備も兼ね、5月1日に遡ってZERO1-MAXに正式所属したことを発表。所属になった最大の理由は「悪くは無い金銭条件で不明瞭な点がない事」「昨年怪我で長期欠場した時に生活の安定を欲したこと」をあげており、結婚したことがその心境に影響を与えたと思われる。
そして7月6日、ZERO1-MAXの試合を休んで万全を期して挑んだHERO'Sミドル級トーナメントだったが、1回戦でレミギウス・モリカビュチスに1分14秒でKO負け、総合格闘技からの撤退を宣言、当面はプロレスに専念しながらK-1 WORLD MAXのオファーを待つこととなった。
以後、ZERO1-MAXでの村浜は怪我との戦いになる。前年痛めた膝が万全ではなく、主に前座で若手と戦うことが多くなるが、本人は「ヘビーと当たってなかったので毎日が新鮮」と試合を消化していくが、そこに村浜らしさは見られなかった。そんな村浜にZERO1-MAX側も8月24日長野大会で全日本キックの小林聡と2Rのキックルールエキシビションマッチを組むが、膝を悪化させ消化不良の内容に終わり短期休養したり、またかつて同じ大阪プロレス所属だったGammaを呼びタッグを結成、10月2日札幌大会で日高郁人・藤田ミノル組の持つベルトに挑戦させるがこれまた膝の怪我が響き敗戦する。10月10日後楽園大会ではZERO1-MAX所属選手内での主要タッグパートナー・神風と共に大谷晋二郎・田中将斗の炎武連夢と対戦、久々に「らしい試合」を見せるものの炎武連夢に「もっとはじけろ」「何をしに来てるんだ」と酷評される。
10月に入り新日本プロレスとZERO1-MAXの抗争が激化し始めるが、大阪プロレス時代に新日本とは何度も対戦やタッグを組んだりしたため「ZERO1-MAXの選手とやっている方が新鮮」と、まったく干渉しないスタンスを取る。この頃、大阪プロレスを離脱したレフェリー・選手による興行「びっくりプロレス」岸和田大会に参戦、久々に菊タロー（初代えべっさん）と再会し、ミックスドマッチで対戦した。
11月10日、Gammaとのタッグでノンタイトル戦とはいえ日高・藤田とのリベンジマッチを成田大会で行うが、菅原拓也に乱入され反則負け、Gammaはみちのくプロレスでもタッグを組んでいた菅原とのタッグを表明、村浜は1人取り残される結果となった。そして迎えた11月23日後楽園大会、ZERO1-MAX参戦のきっかけとなった靖国神社での因縁の高岩選手とシングルマッチを行うが膝を一方的に攻められわずか5分でレフェリーストップ負け、長期離脱が避けられない状況となり、FOS社長・中村氏も解雇を示唆した。
2006年2月4日、石巻大会にて復帰も精彩の無い試合としまりのないコンディションにより前座の試合が続き、4月の後楽園大会ではついにダーク・マッチへ降格、出場すらさせてもらえない試合も増え、4月30日の契約期間満了をもって事実上、解雇された。これにより、村浜にとっては、シュートボクシング離脱、山本"KID"徳郁戦での敗北に続いて、3度目の転機が訪れていたと言える。

### K-1 WORLD MAX - HERO'S
SB離脱後は前述の通り、プロレスラーとして生計を立てていたが、K-1 WORLD MAXへの参戦を表明する。村浜の体格では不利ながらも、SB時代に培った打撃で大活躍し、魔裟斗らを苦しめた。一度目の魔裟斗戦は好試合が多かったその興行の中でもベストバウトとしてあげられる。
2000年9月5日、リングス BATTLE GENESIS Vol.6で総合格闘技デビュー。2001年1月8日にはDEEP2001のリングでホイラー・グレイシーと対戦。フラッシュダウンを奪いドローに持ち込む。以後、辰吉丈一郎と激戦を展開したボクシング元世界王者のビクトル・ラバナレスに勝利するなど総合格闘技でも活躍、そのポテンシャルを示したが、2度にわたるジョン・ホーキへの敗退により一時的に総合格闘技から撤退する。
2004年2月24日、K-1 WORLD MAX 2004 〜日本代表決定トーナメント〜 1回戦で山本"KID"徳郁と対戦。K-1ルール初挑戦のKIDに対し、1Rに1度、2Rに2度ダウンを奪われ、KO負け。
2005年2月23日、K-1 WORLD MAX 2005 〜日本代表決定トーナメント〜 1回戦でHAYATOにTKO勝ち。準決勝で新田明臣にローキックでスリップ気味のダウンを奪われ判定負け。さらに、2005年7月6日のHERO'Sミドル級（-70kg）トーナメント1回戦でレミギウス・モリカビュチスに1RKO負けを喫した。

### その後
2006年9月24日、R.I.S.E.へ出場して裕樹と対戦したが判定負け。
2006年10月、プロレス復帰戦としてUWAI STATIONへの参戦が決定していたが、主催者側の都合により大会自体が延期、結局村浜自身にとって久々のプロレスマッチは、2007年1月14日のUWAI STATION福岡大会までずれ込んだ。
2007年にはR.I.S.E.、全日本キックボクシング連盟に参戦するも連敗を重ねた。限界説が囁かれる中、2007年10月28日に古巣のシュートボクシング参戦を果たした。
2008年9月27日、ニュージャパンキックボクシング連盟の後楽園ホール大会でTOMONORIに判定負け。
2009年9月28日、Survivor Round.1で久保優太と対戦してKO負け。
2010年3月27日、K-1 WORLD MAX 2010 〜-70kg Japan Tournament〜のスーパーファイトで小宮山工介と対戦してTKO負け。この試合よりリングネームを村浜TAKE HEROに改名。
2017年のインタビューにて、現在は地元・石川県に在住。現役引退はしていないが、格闘技・プロレス界とは離れた状況となり、ネットも見ないので現状も把握していない。

## 戦績

### キックボクシング
| キックボクシング 戦績 | キックボクシング 戦績 | キックボクシング 戦績 | キックボクシング 戦績 | キックボクシング 戦績 | キックボクシング 戦績 | キックボクシング 戦績 |
| --------------------- | --------------------- | --------------------- | --------------------- | --------------------- | --------------------- | --------------------- |
| 46 試合               | (T)KO                 | 判定                  | その他                | 引き分け              | 無効試合              |                       |
| 26 勝                 | 10                    | 16                    | 0                     | 0                     | 0                     |                       |
| 20 敗                 | 7                     | 13                    | 0                     | 0                     | 0                     |                       |

| 勝敗 | 対戦相手                         | 試合結果                                  | 大会名 | 開催年月日     |
| ○    | MATSU                            | 3R終了 判定3-0                            | ACCEL20 格闘技夏祭り | 2012年7月28日  |
| ×    | 尾崎昌士                         | 3R終了 判定0-3                            | ACCEL18 聖夜祭り 【ライト級GP一回戦】                                                                                            | 2011年12月25日 |
| ×    | 小宮山工介                       | 2R 1:49 TKO（タオル投入）                 | K-1 WORLD MAX 2010 〜-70kg Japan Tournament〜 【スーパーファイト】                                                               | 2010年3月27日  |
| ×    | 久保優太                         | 1R 2:43 KO（3ダウン：左ストレート）       | Survivor Round.1 | 2009年9月28日  |
| ×    | TOMONORI                         | 3R終了 判定1-2                            | ニュージャパンキックボクシング連盟 「START OF NEW LEGEND XI 〜新しい伝説の始まり〜」                                             | 2008年9月27日  |
| ×    | 石川剛司                         | 3R終了 判定0-3                            | SHOOTBOXING BATTLE SUMMIT GROUND ZERO TOKYO 2007                                                                                 | 2007年10月28日 |
| ×    | 石川直生                         | 5R終了 判定0-3                            | 全日本キックボクシング連盟 「浪漫」 Kick Return Kickboxer of the best 60 Tournament 〜開幕戦〜 【Kick Returnトーナメント 1回戦】 | 2007年8月25日  |
| ×    | 水谷秀樹                         | 3R終了 判定0-2                            | R.I.S.E. FIREBALL 1 | 2007年4月12日  |
| ×    | 裕樹                             | 3R終了 判定0-3                            | R.I.S.E. MIGHTY EIGHTY TOURNAMENT '06                                                                                            | 2006年9月24日  |
| ×    | 新田明臣                         | 3R終了 判定0-3                            | K-1 WORLD MAX 2005 〜日本代表決定トーナメント〜 【準決勝】                                                                       | 2005年2月23日  |
| ○    | HAYATO                           | 3R 1:15 TKO（左ハイキック）               | K-1 WORLD MAX 2005 〜日本代表決定トーナメント〜 【1回戦】                                                                        | 2005年2月23日  |
| ×    | DAVID                            | 3R終了 判定0-3                            | マーシャルアーツ日本キックボクシング連盟 「SUPREME-4 梶原一騎18回忌追悼記念 第7回梶原一騎杯 キックガッツ2004」                   | 2004年6月6日   |
| ×    | 山本"KID"徳郁                    | 2R 2:38 KO（2ノックダウン：パンチ連打）   | K-1 WORLD MAX 2004 〜日本代表決定トーナメント〜 【1回戦】                                                                        | 2004年2月24日  |
| ×    | アンディ・サワー                 | 3R終了 判定0-2                            | K-1 WORLD MAX 2003 〜世界王者対抗戦〜                                                                                            | 2003年11月18日 |
| ×    | 魔裟斗                           | 3R終了 判定0-3                            | K-1 WORLD MAX 2002 〜日本代表決定トーナメント〜 【準決勝】                                                                       | 2003年3月1日   |
| ○    | 阿部裕幸                         | 2R 2:48 KO（2ノックダウン：左膝蹴り）     | K-1 WORLD MAX 2003 〜日本代表決定トーナメント〜 【1回戦】                                                                        | 2003年3月1日   |
| ○    | メルチョー・メノー               | 3R終了 判定3-0                            | K-1 WORLD MAX 2002 〜世界王者対抗戦〜                                                                                            | 2002年10月11日 |
| ×    | 魔裟斗                           | 3R 0:30 KO（2ノックダウン：右ストレート） | K-1 WORLD MAX 2002 〜日本代表決定トーナメント〜 【1回戦】                                                                        | 2002年2月11日  |
| ○    | ダニー・スティール               | 5R終了 判定3-0                            | シュートボクシング | 1999年3月10日  |
| ×    | チャモペット・チョーチャモアン   | 5R終了 判定0-3                            | シュートボクシング GROUND ZERO TOKYO                                                                                             | 1998年11月14日 |
| ×    | グライガンワーン                 | 1R KO                                     | シュートボクシング | 1998年9月5日   |
| ○    | 前田辰也                         | 1R KO                                     | シュートボクシング | 1998年7月17日  |
| ○    | 若宮一樹                         | 5R終了 判定3-0                            | シュートボクシング | 1998年6月4日   |
| ○    | ガウナーソーケッタリンチャン     | 5R終了 判定3-0                            | SHOOT THE SHOOTO XX | 1998年4月26日  |
| ○    | ギルバート・バレンティーニ       | 5R終了 判定3-0                            | シュートボクシング | 1997年11月29日 |
| ○    | 佐藤堅一                         | 3R終了 判定3-0                            | K-1 JAPAN GP 1997 フェザー級トーナメント 決勝                                                                                    | 1997年11月9日  |
| ○    | 前田憲作                         | 3R終了 判定3-0                            | K-1 JAPAN GP 1997 フェザー級トーナメント 準決勝                                                                                  | 1997年11月9日  |
| ○    | 北岡孝人                         | 1R 3:44 TKO                               | K-1 DREAM '97 | 1997年7月20日  |
| ○    | チャナサック・ニューイッサラー   | 5R終了 判定3-0                            | シュートボクシング | 1997年5月9日   |
| ○    | ベン・ガルーシア                 | 5R終了 判定3-0                            | シュートボクシング | 1997年3月23日  |
| ○    | ワンサック・メウグスリン         | 5R終了 判定3-0                            | ルンピニー・スタジアム | 1996年11月30日 |
| ×    | チャーリー・ジェレミー           | 2R終了時 TKO                              | シュートボクシング | 1996年7月14日  |
| ×    | ガウナー・ソーケッタリンチャン   | 5R終了 判定0-3                            | シュートボクシング | 1996年6月7日   |
| ×    | カング・トレン                   | 3R 1:53 KO                                | シュートボクシング 【KICK世界スーパーフェザー級タイトルマッチ】                                                                  | 1996年3月17日  |
| ×    | チャモアペット・チョーチャモアン | 5R終了 判定1-2                            | シュートボクシング GROUND ZERO YOKOHAMA                                                                                          | 1996年1月27日  |
| ○    | マルセル・ドマーニク             | 1R 1:14 KO                                | シュートボクシング | 1995年10月26日 |
| ○    | デビット・カミングス             | 1R 1:36 KO（左膝蹴り）                    | シュートボクシング S-CUP Thunder and lightning 【KICK世界スーパーフェザー級王座決定戦】                                          | 1995年8月24日  |
| ○    | ボラン・ベラーニ                 | 2R 0:35 TKO                               | シュートボクシング | 1995年5月7日   |
| ○    | 鈴木良周                         | 2R 2:42 TKO                               | シュートボクシング | 1995年3月15日  |
| ○    | シェーン・スタフォード           | 判定                                      | シュートボクシング | 1995年1月31日  |
| ○    | 岡本雅弘                         | 2R 2:53 TKO                               | シュートボクシング 【JSBAカーディナル級タイトルマッチ】                                                                          | 1994年11月22日 |
| ○    | 志波伸悟                         | 判定                                      | シュートボクシング | 1994年9月24日  |
| ○    | 西林誠一郎                       | 判定                                      | シュートボクシング | 1994年5月30日  |
| ○    | 田中秀機                         | 判定                                      | シュートボクシング | 1994年3月24日  |
| ○    | 雨宮栄治                         | 2R 1:04 KO                                | シュートボクシング | 1994年1月23日  |
| ○    | 松浦和希                         | 判定                                      | シュートボクシング | 1993年12月6日  |

### 総合格闘技
| 総合格闘技 戦績 | 総合格闘技 戦績 | 総合格闘技 戦績 | 総合格闘技 戦績 | 総合格闘技 戦績 | 総合格闘技 戦績 | 総合格闘技 戦績 |
| --------------- | --------------- | --------------- | --------------- | --------------- | --------------- | --------------- |
| 9 試合          | (T)KO           | 一本            | 判定            | その他          | 引き分け        | 無効試合        |
| 4 勝            | 2               | 2               | 0               | 0               | 1               | 0               |
| 4 敗            | 1               | 2               | 1               | 0               | 1               | 0               |

| 勝敗 | 対戦相手                   | 試合結果                                  | 大会名                                                                                | 開催年月日     |
| ○    | 石倉正徳                   | 3R 0:40 KO                                | 大阪プロレス ミラクルマンプロデュース 第1回チキチキ・天保山グランプリ2009             | 2009年3月29日  |
| ×    | レミギウス・モリカビュチス | 1R 1:14 KO（左フック）                    | HERO'S 2005 ミドル級世界最強王者決定トーナメント開幕戦 【ミドル級トーナメント 1回戦】 | 2005年7月6日   |
| ×    | ジェンス・パルヴァー       | 5分3R終了 判定1-2                         | 世界最強伝説 UFO LEGEND                                                               | 2002年8月8日   |
| ×    | ジョン・ホーキ             | 1R 2:13 腕ひしぎ十字固め                  | DEEP2001 4th IMPACT in NAGOYA                                                         | 2002年3月30日  |
| ○    | ビクトル・ラバナレス       | 1R 0:40 膝十字固め                        | DEEP2001 3rd IMPACT X'mas in DIFFER ARIAKE                                            | 2001年12月23日 |
| ×    | ジョン・ホーキ             | 1R 4:29 腕ひしぎ十字固め                  | DEEP2001 in YOKOHAMA                                                                  | 2001年8月18日  |
| ○    | ブライアン・ローアンユー   | 1R 4:49 膝十字固め                        | リングス BATTLE GENESIS Vol.7                                                         | 2001年3月20日  |
| △    | ホイラー・グレイシー       | 10分2R終了 時間切れ                       | DEEP2001                                                                              | 2001年1月8日   |
| ○    | ゲイブ・レムリー           | 1R 7:13 TKO（チキンウィングアームロック） | リングス BATTLE GENESIS Vol.6                                                         | 2000年9月5日   |

## 得意技
垂直落下式ブレーンバスター
バズソーキック
仰向けになった相手の上半身を起こして相手の左側頭部を振り抜いた右足の甲で蹴り飛ばす。
各種キック

## タイトル歴

### キックボクシング
- SB日本カーディナル級王座
- KICK世界スーパーフェザー級王座
- K-1 JAPAN GPフェザー級トーナメント優勝

### プロレス
- 大阪プロレス王座
- 大阪プロレスタッグ王座
- プロレス大賞（新人賞）

## エピソード
- 痛快!明石家電視台の2005年11月28日放送分（大阪）で一般観客席に紛れ込んで一般の素人さんたちと一緒に観覧してゲスト（この日は元ピンク・レディーの増田恵子）のためにダンスを披露していた。